# 陶元淳
陶元淳（1646年—1698年），字子師，一字紫司，江南蘇州府常熟縣人，清朝官員。

## 生平
年少入都，能文章，與萬斯同、閻若璩成忘年交。康熙中舉博學宏詞，因病不與試。康熙二十七年（1688年）戊辰科進士。康熙三十三年（1694年），授廣東昌化縣（今屬海南省）知縣。就職後，核定賦役，均糧於米，均役於糧。屢次乞病未果，最後因積勞卒於官。有《南崖集》4卷。

## 家族
子陶正靖，乾隆年間官監察御史。

## 延伸阅读
[在维基数据编辑]
 《清史稿·卷476》，出自趙爾巽《清史稿》